# Freie Deutsche Jugend
Die Freie Deutsche Jugend (FDJ) ist ein kommunistischer Jugendverband.
In der DDR war sie eine staatlich anerkannte und geförderte Jugendorganisation, eine De-facto-Jugendorganisation der SED. Sie war als Massenorganisation Teil eines parallelen Erziehungssystems zur Schule. Die FDJ ist Mitglied im Weltbund der Demokratischen Jugend und im Internationalen Studentenbund. Nach dem Ende der DDR versank sie in der politischen Bedeutungslosigkeit. Die FDJ in Westdeutschland ist seit 1954 als verfassungswidrige Organisation verboten, während die FDJ heute legal operieren kann.

## Vorgeschichte

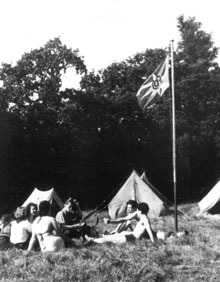
Fahne der FDJ in England, August 1939

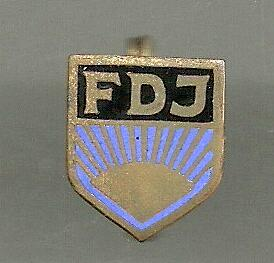
Mitgliedsabzeichen der FDJ – Anstecknadel

Erste Gruppen der FDJ entstanden schon vor dem Zweiten Weltkrieg im Exil im Juni 1936 in Paris und am 8. Mai 1938 in Prag. Die Arbeit der FDJ in der Tschechoslowakei und in Frankreich kam mit der deutschen Besetzung zum Erliegen, da ihre Mitglieder fliehen mussten (→ 1938 – Münchner Abkommen, → 1940 – deutsche Besetzung Frankreichs). Dafür entstanden ab April 1939 in Großbritannien FDJ-Gruppen. Nur dort gelang es, landesweit unter den Emigranten tätig zu werden. In Schottland und anderen Regionen entstanden Gruppen, deren Hauptaufgabe die Unterstützung der meist sehr jungen jüdischen Emigranten darstellte. Etwa zehn Prozent der Jugendlichen zwischen 14 und 18 Jahren, die mit Kindertransporten nach Großbritannien ausreisen konnten, traten später dort der FDJ bei. In 23 Städten gründeten sich Gruppen der FDJ mit insgesamt etwa 600 Mitgliedern. Die FDJ gab eine Organisationszeitung Freie Deutsche Jugend heraus. Ab April 1943 rief die FDJ in Großbritannien ihre Mitglieder dazu auf, in die britische Armee einzutreten. Etwa 150 Mitglieder folgten diesem Aufruf. Ebenfalls 1943 trat die FDJ als Organisation der am 25. September in London gegründeten „Freien Deutschen Bewegung“ bei. Am Gründungskongress des Weltbundes der Demokratischen Jugend im Oktober 1945 nahm die FDJ mit einer achtköpfigen Delegation teil und erhielt im Weltbund einen Beobachterposten.
In Großbritannien stellte die FDJ im Sommer 1946 ihre Tätigkeit ein, da viele ihrer Mitglieder inzwischen nach Deutschland zurückkehrt waren.
Vorsitzende in dieser Zeit waren:
- Adolf Buchholz (8. Mai 1938–März 1942, in Prag/London)
- Horst Brasch (12. April 1942–Ende 1945) in London bis zu seiner Rückkehr nach Deutschland
- Albert Kleeberg (Ende 1945–Sommer 1946)

## Die FDJ in der Sowjetischen Besatzungszone (SBZ) und in der DDR

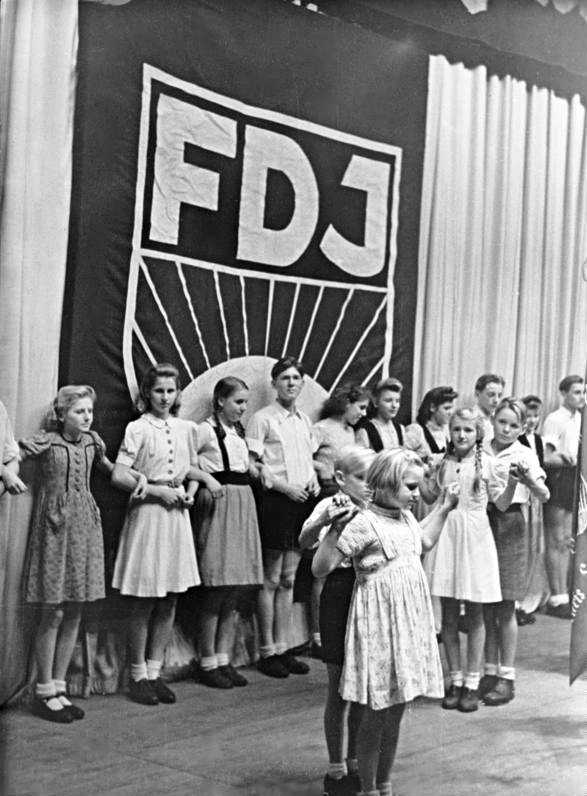
Gründungsfeier der Berliner FDJ im Friedrichstadtpalast, November 1947

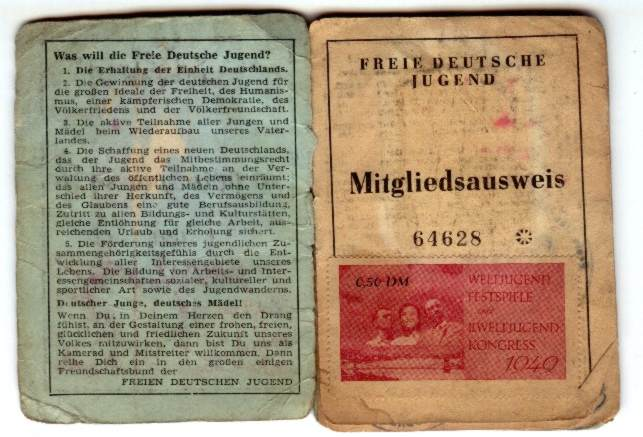
FDJ-Mitgliedsausweis von 1948

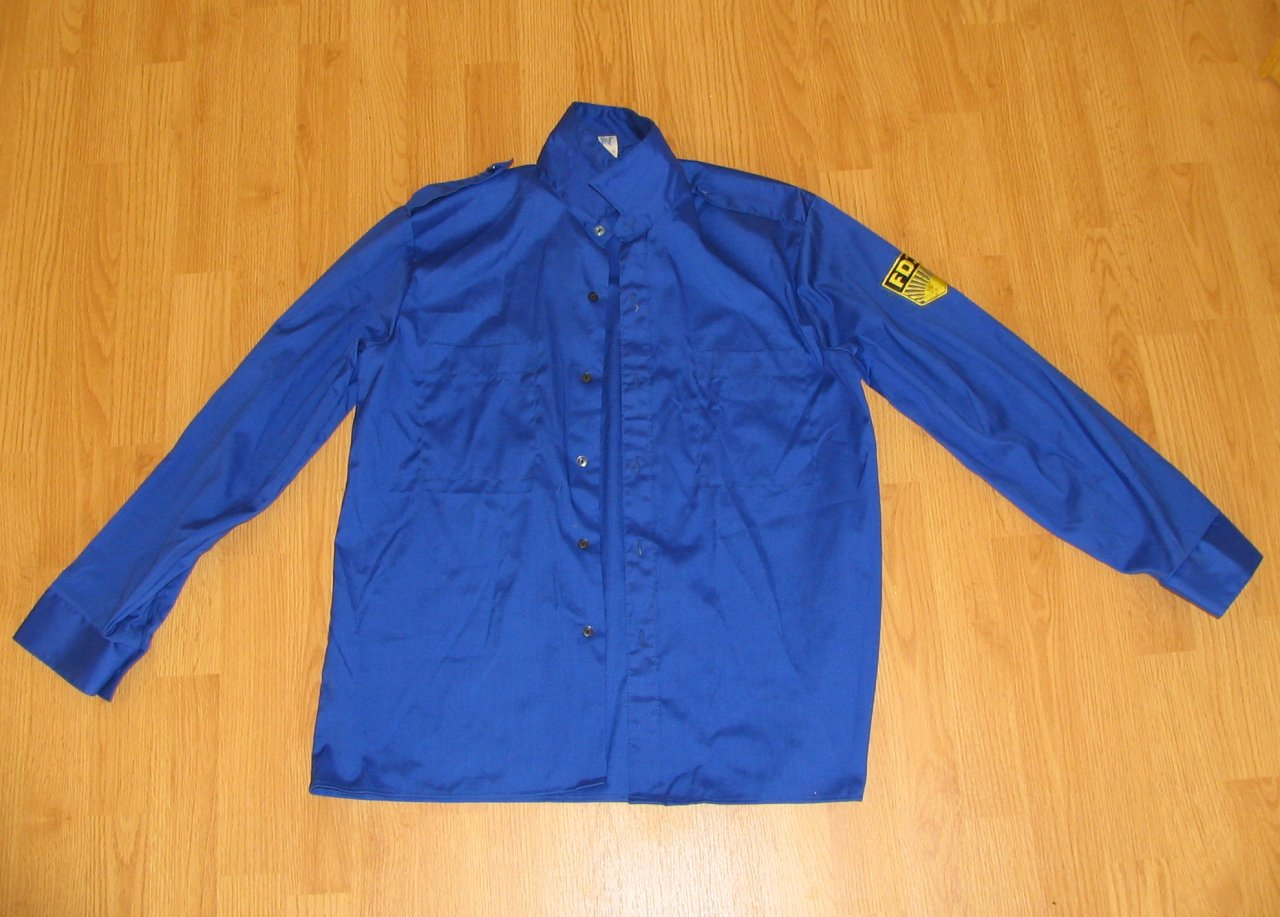
FDJ-Hemd („Blauhemd“)

Die Führung der KPD in Moskau hatte schon vor der Wiedergründung der Partei in der Sowjetischen Besatzungszone (SBZ) Pläne für ihre Nachkriegsjugendpolitik entwickelt: Sie wollte nicht wieder einen kommunistischen Jugendverband schaffen, sondern eine „breite antiimperialistische demokratische“ Jugendorganisation unter der Bezeichnung „Freie Deutsche Jugend“. Im Sommer 1945 gab dann die Sowjetische Militäradministration in Berlin die Errichtung von Jugendausschüssen bekannt, bei denen die Führung antifaschistischen Jugendlichen übertragen wurde, die lernen sollten, mit eigener Kraft die Aufgaben zu lösen. Am 1. September 1945 trafen sich KPD- und SPD-Vertreter, um einen Ausschuss zur Schaffung des Jugendausschusses für die gesamte sowjetische Besatzungszone zu errichten. Aus den Antifaschistischen Jugendausschüssen sollte eine „freiheitliche deutsche Jugendbewegung“ erwachsen. Obwohl die SPD auch an der Errichtung einer eigenen Jugendorganisation arbeitete, verständigten sich ihre Vertreter auf der Gründungssitzung des Zentralen Antifaschistischen Jugendausschusses („Antifa-Jugend“) mit den Kommunisten auf eine paritätische Besetzung. Erich Honecker sollte das Gremium leiten. Honecker gewann auch ein aus der katholischen Jugend kommendes Mitglied für den Ausschuss. Nachdem die KPD bei der Bildung der antifaschistischen Einheitsfront in der sowjetischen Besatzungszone die Führungsrolle übernehmen konnte, holte sie sich im Februar 1946 in Moskau die politische Zustimmung zur Gründung der „Freien Deutschen Jugend“ und erhielt von den inzwischen schon nicht mehr frei handlungsfähigen Sozialdemokraten Otto Grotewohl, Max Fechner und Fritz Schreiber (1905–1994) eine prinzipielle Zustimmung.
Das Sekretariat des Zentralkomitees der KPD legte die Gründung auf den 24. Februar 1946 fest, stieß aber auf heftigen Widerstand der an den Vorentscheidungen nicht beteiligten Kirchen, die ihr Recht auf eigene kirchliche Jugendarbeit gefährdet sahen. Nachdem dieses Recht zugesagt worden war, erfuhr Wilhelm Pieck am 6. März von der Genehmigung der FDJ-Gründung durch die SMAD, die am folgenden Tag öffentlich bekannt gemacht wurde. Name und Emblem der Exilgruppen wurden bei der Gründung übernommen, letzteres dabei leicht verändert. Allerdings verstand sich die neu gegründete FDJ nicht als Rechtsnachfolger der Exilgruppen. Der 7. März wurde als offizieller Gründungstag der FDJ begangen.
Der Schriftsteller Erich Loest sah eine deutliche Tradition zwischen der FDJ und der Hitlerjugend.

### Zielsetzung der ersten Jahre
Die im Mitgliedsbuch formulierten Ziele der FDJ in der Sowjetischen Besatzungszone Deutschlands bis 1949 waren:
- die Erhaltung der Einheit Deutschlands,
- die Gewinnung der deutschen Jugend für die großen Ideale der Freiheit, des Humanismus, einer kämpferischen Demokratie, des Völkerfriedens und der Völkerfreundschaft,
- die aktive Teilnahme aller Jugendlichen beim Wiederaufbau des Vaterlandes,
- die Schaffung eines neuen Deutschlands, das der Jugend das Mitbestimmungsrecht durch aktive Teilnahme an der Verwaltung des öffentlichen Lebens einräumt, und allen Jugendlichen ohne Unterschied ihrer Herkunft, des Vermögens und des Glaubens eine gute Berufsausbildung, Zutritt zu allen Bildungs- und Kulturstätten, gleiche Entlohnung für gleiche Arbeit, ausreichenden Urlaub und Erholung sichert,
- die Förderung von jugendlichem Zusammengehörigkeitsgefühl durch die Entwicklung aller Interessengebiete des Lebens; die Bildung von Arbeits- und Interessengemeinschaften sozialer, kultureller und sportlicher Art sowie Förderung des Jugendwanderns.

### Weltanschauliche Ausrichtung
Die Organisation hatte die Aufgabe, die Jugend in den Marxismus-Leninismus einzuführen und zu „klassenbewussten Sozialisten“ zu erziehen, welche die „entwickelte sozialistische Gesellschaft in der Deutschen Demokratischen Republik“ mitgestalten. Sie verstand sich offiziell als Kampfreserve der SED, da die Partei keine eigene Jugendorganisation hatte, und entfaltete demgemäß ihre Aktivitäten. Die „Vertiefung der Freundschaft“ zur Sowjetunion und die Unterstützung „aller Völker der Welt“ im Kampf gegen das „imperialistische System“ hatte sich die FDJ als internationale Ziele gesetzt. So waren „FDJ-Brigaden“ am Bau der Erdgasleitung „Druschba“ (Druschba-Trasse) und der Eisenbahnstrecke Baikal-Amur-Magistrale (BAM) in der Sowjetunion beteiligt oder arbeiteten als Entwicklungshelfer z. B. im sandinistischen Nicaragua oder zeitweise in Mosambik und Angola.
Eine zentrale Rolle kam der FDJ bei der Zurückdrängung kirchlicher Jugendorganisationen zu. Kirchliche Vertreter beklagten bereits 1946, dass „die Freie Deutsche Jugend in weiten Kreisen trotz aller betonten Freiwilligkeit [...] eine Zwangsjugend beziehungsweise Staatsjugend in neuer Aufmachung“ sei. In den 1950er Jahren wurden FDJ-Mitglieder gezielt gegen die kirchliche Jugendarbeit mobilisiert.

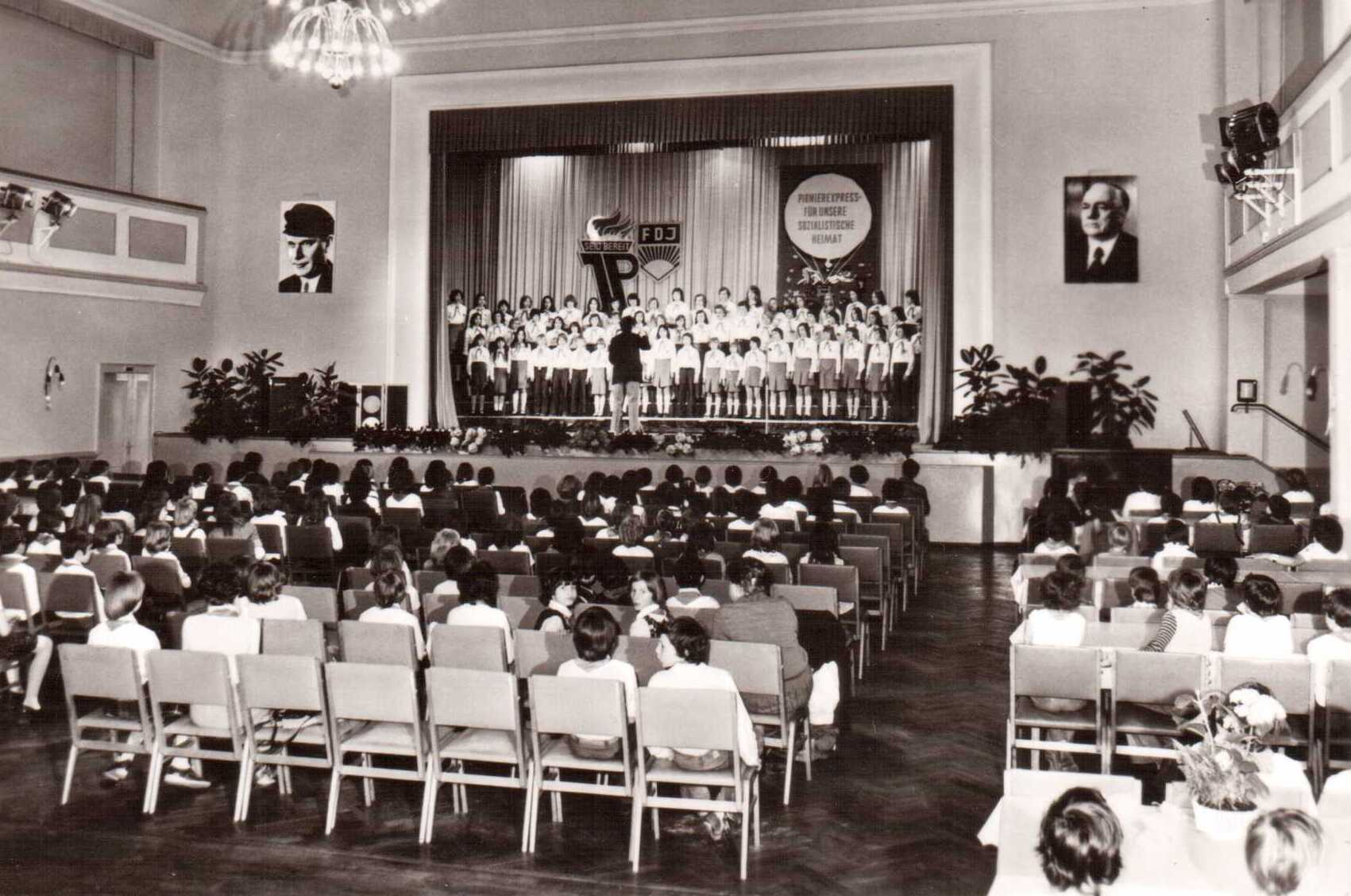
Pionierveranstaltung im Zwickauer Pionierhaus Wilhelm Pieck, 1979

### Freizeitangebot
Neben der ideologischen Zielsetzung war die Organisation der Freizeitbetreuung ihrer Mitglieder eine wesentliche Aufgabe des Jugendverbandes. Er organisierte die offiziöse Jugendkultur in der DDR. Dazu gehörten Freizeitangebote und Jugendklubs, Urlaubsreisen für junge Leute über ihre Reiseagentur Jugendtourist und zahlreiche Jugendhotels. Über Jugendtourist organisierte Auslandsreisen ins westliche Ausland waren für „normale Mitglieder“ jedoch in der Regel nicht erreichbar.
Der FDJ oblag die Leitung der Pionierorganisation „Ernst Thälmann“. In jeder größeren Stadt gab es ein Pionierhaus, in dem vielfältige Arbeitsgemeinschaften angeboten wurden. Darüber hinaus gab es Pionierferienlager, Expertenlager und Stationen Junger Naturforscher und Techniker. Zentrales Pionierlager war die Pionierrepublik Wilhelm Pieck am Werbellinsee bei Berlin; dorthin wurden aber nur von der Organisation ausgezeichnete Pioniere delegiert.

### Organisationsstruktur

#### Prinzip des demokratischen Zentralismus
Die FDJ war, wie alle Parteien und Massenorganisationen der DDR und auch die DDR selbst, nach dem Prinzip des „demokratischen Zentralismus“ organisiert. Sie hatte in aufsteigender Reihenfolge die folgenden Organisationseinheiten: Gruppe (Schulklasse/Seminargruppe, Jugendbrigade), Abteilungs-FDJ-Organisation (AFO in Großbetrieben/Einheiten der NVA), Grundorganisation (Schule/Universität/Betrieb), Kreisleitung (Kreis im verwaltungstechnischen Sinne oder Großeinheit, z. B. Kreisleitung der FDJ im MfS, in der NVA, im VEB Bandstahlkombinat „Hermann Matern“ und anderen Kombinaten), Bezirksleitung (Bezirk als zweitgrößte Verwaltungseinheit der DDR). Oberste Verwaltungsebene bildete der Zentralrat der FDJ mit dem Ersten Sekretär an der Spitze.

#### Mitgliedschaft
Die Jugendlichen wurden auf entsprechenden Antrag ab dem Alter von 14 Jahren in die FDJ aufgenommen. Die Mitgliedschaft war laut Statut freiwillig, doch hatten Nichtmitglieder erhebliche Nachteile bei der Zulassung zu weiterführenden Schulen sowie bei der Studien- und Berufswahl zu befürchten und waren zudem starkem Druck durch linientreue Lehrkräfte ausgesetzt, der Organisation beizutreten. So traten ihr bereits bis Ende 1949 rund eine Million Jugendliche bei, was fast einem Drittel der Jugendlichen entsprach. Lediglich in Berlin, wo auf Grund des Vier-Mächte-Status auch andere Jugendorganisationen zugelassen waren, beschränkte sich der Anteil der FDJ-Mitglieder an der Jugend 1949 auf knappe 5 Prozent. 1985 hatte die Organisation etwa 2,3 Millionen Mitglieder, entsprechend etwa 80 Prozent aller DDR-Jugendlichen zwischen 14 und 25 Jahren.
Die meisten Jugendlichen beendeten ihre FDJ-Mitgliedschaft nach dem Abschluss von Lehre oder Studium stillschweigend mit dem Eintritt ins Erwerbsleben. Allerdings wurde während der Zeit des Wehrdienstes in der NVA von den Verantwortlichen (Politoffizier, FDJ-Sekretär) Wert darauf gelegt, dass man die FDJ-Mitgliedschaft wieder aufleben ließ. Der Organisationsgrad war in städtischen Gebieten wesentlich höher als im ländlichen Raum.
Die FDJ-Kleidung war das blaue FDJ-Hemd („Blauhemd“) – für Mädchen die blaue FDJ-Bluse – mit dem FDJ-Emblem der aufgehenden Sonne auf dem linken Ärmel. Der Gruß der FDJler war „Freundschaft“. Der einkommensabhängige Mitgliedsbeitrag betrug bis Ende der DDR zwischen 0,30 Mark bis 5,00 Mark im Monat.

#### FDJ-Aktive
Diejenigen FDJ-Mitglieder, von denen es hieß, dass sie der sozialistischen Ideale besonders bewusst seien, wurden in Schulen, Betrieben und Hochschulen in sogenannten „FDJ-Aktiven“ zusammengefasst. An ein FDJ-Aktiv wurden „höhere Anforderungen und Erwartungen bei der Ausprägung, der Stabilität und Dauerhaftigkeit seiner sozialistischen Denk- und Verhaltensweisen gestellt“.

#### Zentralrat der FDJ

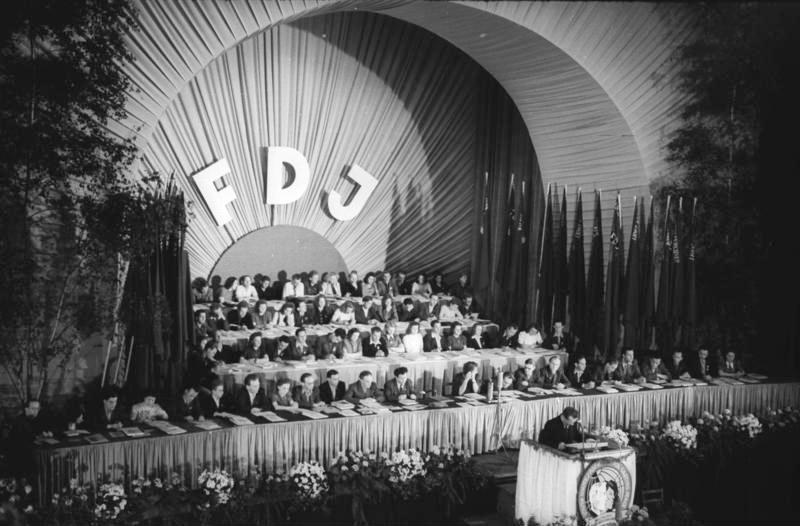
Eröffnung des III. Parlaments der FDJ in Leipzig am 1. Juni 1949 durch den Vorsitzenden des Zentralrates der FDJ, Erich Honecker

Das höchste Organ der FDJ war das Parlament der FDJ, die Delegiertenversammlung, die alle vier Jahre stattfand. Vom Parlament wurde der Zentralrat der FDJ gewählt, der die Arbeit zwischen den Tagungen des Parlaments leitete. Das Gebäude des Zentralrats befand sich in Ost-Berlin Unter den Linden (jetzt Sitz des Hauptstadtstudios des ZDF). Er bestand aus etwa 120 bis 130 Mitgliedern. Das eigentliche Exekutivorgan war das wiederum vom Zentralrat gewählte Sekretariat, das aus 13 Sekretären bestand und vom Ersten Sekretär geleitet wurde. Der Vorsitzende der Pionierorganisation war zugleich einer der Sekretäre im FDJ-Zentralrat.
Erste Sekretäre des Zentralrates der FDJ waren u. a. Erich Honecker, Günther Jahn und Egon Krenz. Letzter und zum Zeitpunkt der Wende amtierender 1. Sekretär war Eberhard Aurich.
Zahlreiche spätere SED-Funktionäre wie z. B. Paul Verner, Erich Honecker, Egon Krenz, Wolfgang Herger, Joachim Herrmann, Hans Modrow und Wolfgang Berghofer begannen ihre Karriere in der FDJ. Im Apparat des Zentralrates waren etwa 400 hauptamtliche Mitarbeiter beschäftigt.

### Parlamente der FDJ
- I. Parlament (8. bis 10. Juni 1946) in Brandenburg (Havel)

Teilnehmer: 633 Delegierte, 400 Gäste
- II. Parlament (23. bis 26. Mai 1947) in Meißen

Teilnehmer: 841 Delegierte
- III. Parlament (1. bis 5. Juni 1949) in Leipzig

Teilnehmer: 1977 Delegierte

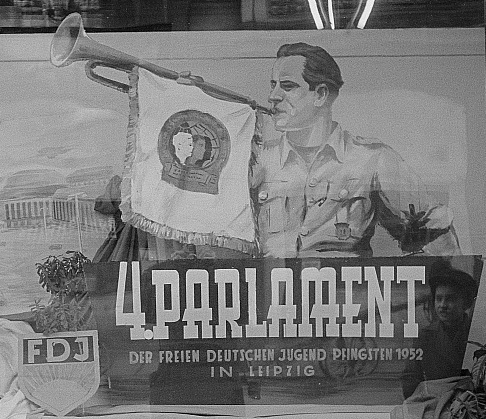
Werbung für das IV. Parlament in Leipzig

- IV. Parlament (27. bis 30. Mai 1952) in Leipzig

Teilnehmer: 2539 Delegierte
- V. Parlament (25. bis 27. Mai 1955) in Erfurt

Teilnehmer: 1388 Delegierte, 659 Gäste
- VI. Parlament (12. bis 15. Mai 1959) in Rostock

Teilnehmer: 1833 Delegierte
- VII. Parlament (28. Mai bis 1. Juni 1963) in Berlin

Teilnehmer: 2004 Delegierte
- VIII. Parlament (10. bis 13. Mai 1967) in Karl-Marx-Stadt, heute Chemnitz

Teilnehmer: 2436 Delegierte, 311 Gäste
- IX. Parlament (25. bis 29. Mai 1971) in Berlin

Teilnehmer: 2330 Delegierte, 401 Gäste
- X. Parlament (1. bis 5. Juni 1976) in Berlin

Teilnehmer: 3056 Delegierte, 470 Gäste
- XI. Parlament (2. bis 5. Juni 1981) in Berlin
- XII. Parlament (21. bis 24. Mai 1985) in Berlin

### Bildungsarbeit und Medien

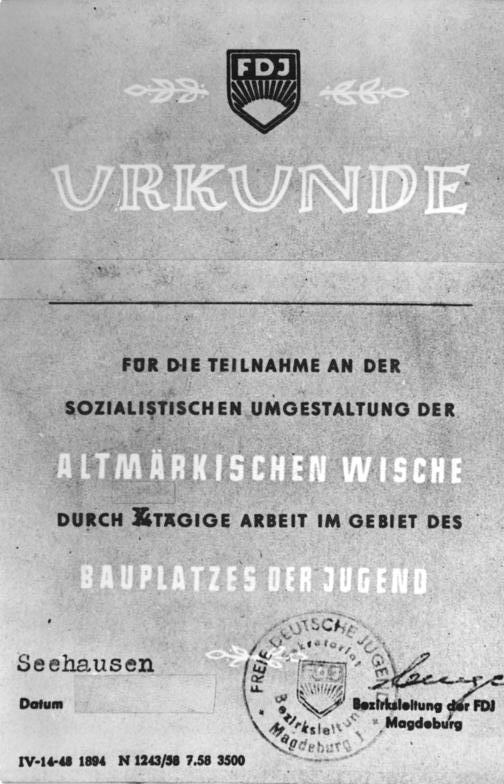
Urkunde der FDJ, 1958

Die höchste Bildungsstätte der FDJ war die Jugendhochschule „Wilhelm Pieck“ am Bogensee bei Bernau.
Das Zentralorgan der FDJ war die Junge Welt, die auflagenstärkste Tageszeitung in der DDR. Für Funktionäre der FDJ gab es die Zeitschrift Junge Generation. Daneben erschien von 1947 bis 1983 die Wochenzeitung Forum, die sich an Studenten und junge Hochschulmitarbeiter richtete.
Vom Zentralrat der FDJ wurde auch das Liederbuch Leben – Singen – Kämpfen in insgesamt 18 Auflagen herausgegeben. Die Liedersammlung ist eine Mischung aus bekannten deutschen und internationalen Volksliedern und sozialistisch/kommunistisch geprägtem Liedgut der Arbeiterbewegung. Für die Interessengemeinschaften in der FDJ wurden um 1954 Interessengemeinschaftsbriefe verlegt.
Darüber hinaus hatte die FDJ Einfluss auf das Jugendfernsehen beim Fernsehen der DDR.

### Politische Großveranstaltungen

#### Deutschlandtreffen
1950, 1954 und 1964 veranstaltete die FDJ zu Pfingsten in Berlin „Deutschlandtreffen der Jugend für Frieden und Völkerfreundschaft“. Diese Treffen sollten unter anderem zur deutschen Einheit beitragen und das Pendant auf nationaler Ebene zu den internationalen Weltfestspielen der Jugend und Studenten sein. Am ersten Treffen nahmen 700.000 Jugendliche teil, beim letzten 1964 nur noch 500.000. Auf den Treffen gab es ein umfangreiches kulturelles Programm sowie Vorträge und Diskussionsveranstaltungen. Das durch die FDJ dominierte Jugendradio der DDR DT64 war nach der Abkürzung des letzten Deutschlandtreffens 1964 benannt.
Nach dem ersten Treffen 1950 wurde 10.000 aus der Bundesrepublik Deutschland überwiegend illegal, mit Hilfe von KPD/SED organisierten Schleusungen in die DDR eingereisten westdeutschen Teilnehmern bei Herrnburg (nahe Lübeck) die Rückreise in die Bundesrepublik verweigert. Ihnen wurde wegen angeblicher Seuchengefahr eine ärztliche Untersuchung und namentliche Registrierung abverlangt. Die Rückkehrer waren dazu nicht bereit und begründeten das mit der Furcht vor beruflichen Nachteilen. Sie kampierten daraufhin auf der DDR-Seite des Grenzüberganges. Nach zwei Tagen wurde ihnen die Einreise von den Bundes- und Landesbehörden ohne die geforderten Maßnahmen gestattet.

#### Pfingsttreffen und sonstige Großtreffen

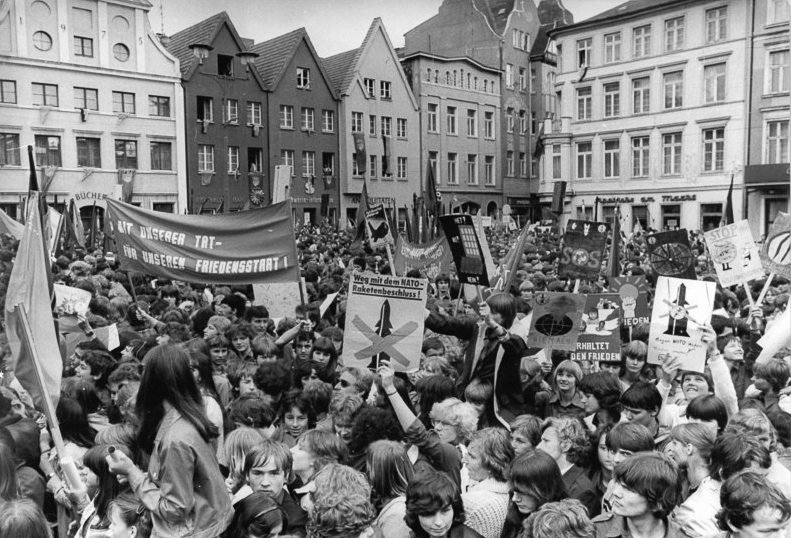
Friedensdemonstration beim Pfingsttreffen der Jugend in Schwerin im Mai 1982

In der Tradition der Pfingsttreffen der Arbeiterjugend und der Deutschlandtreffen der Jugend wurden weiterhin regionale Pfingsttreffen organisiert.
Zu den Nationalen Jugendfestivals Pfingsten 1979 und 1984 und dem Pfingsttreffen der FDJ 1989 in Berlin kamen zehntausende delegierte Mitglieder.
Weiterhin gab es Fackelzüge, Freundschaftstreffen, Sportfeste u. ä.
Die letzte Großaktion der FDJ war der Fackelzug in Berlin zum 40. Jahrestag der DDR am Freitag, dem 6. Oktober 1989. Hierzu wurde aus jeder Schule der DDR ein Mitglied der FDJ nach Berlin geschickt. Augenfällig waren beim Umzug der wesentlich größere öffentliche Applaus und „Gorbi, Gorbi!“-Rufe, den Michail Gorbatschow gegenüber dem ZK der SED selbst von führenden Mitgliedern der FDJ erhielt.

### Kampfauftrag 1961

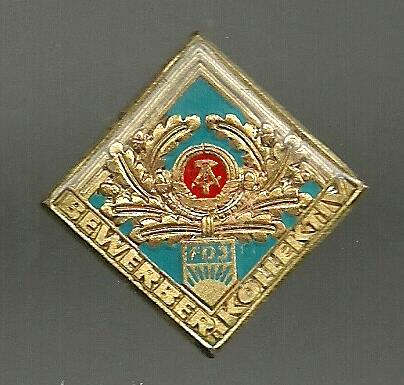
Abzeichen des Bewerberkollektivs (Längerdienende der NVA) der FDJ

Am 18. August 1961 wurde in der DDR unter Berufung auf die angebliche Abwendung eines Krieges durch den Mauerbau vom Zentralrat der FDJ der Kampfauftrag ausgegeben. Enthalten war das Aufgebot „Das Vaterland ruft. Schützt die sozialistische Republik!“, das als hauptsächliches Ziel die Erhöhung der Zahl der Freiwilligen für die Nationale Volksarmee hatte.

#### Forderungen
Die Punkte, die der Kampfauftrag forderte, waren:
1. „Verteidigungsbereitschaft“ der Männer zwischen 18 und 23 Jahren;
2. Erntehilfe, Planerfüllung in der Produktion gewährleisten;
3. Keine „Westsender“ hören;
4. Die „Störfreimachung“ unterstützen;
5. Bei der Volkswahl am 17. September 1961 die Kandidaten der Nationalen Front wählen[16]

#### Folgen
Nachdem der Kampfauftrag in der Jungen Welt veröffentlicht worden war, wurden sehr schnell einige Jugendliche, die dem Aufgebot gefolgt waren, in die NVA eingezogen. Dafür wurden spezielle FDJ-Regimenter gebildet. Der Kampfauftrag bereitete das Verteidigungsgesetz vor, das am 24. Januar 1962 in die allgemeine Wehrpflicht mündete.

### Auszeichnungen

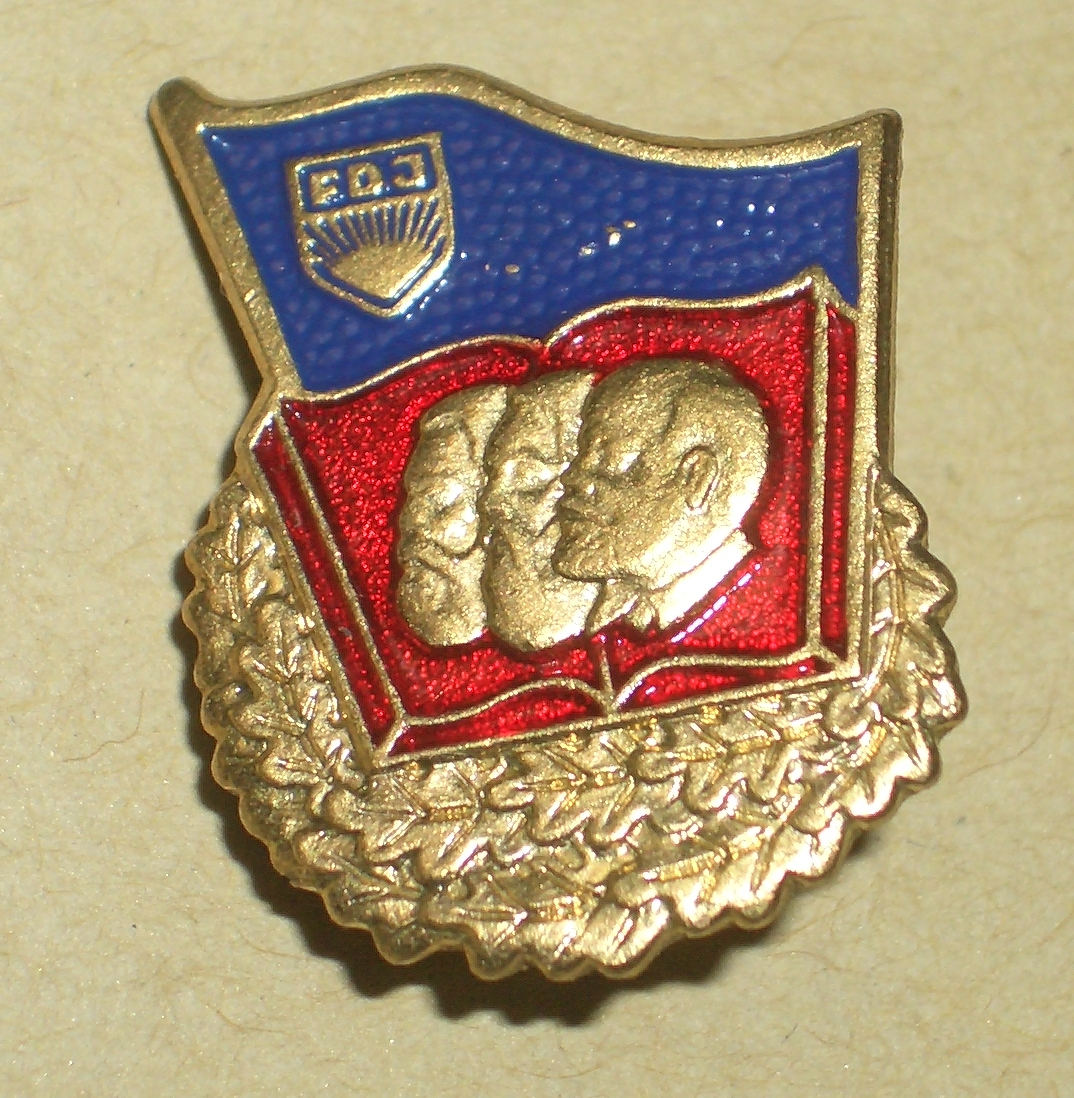
FDJ-Abzeichen für gutes Wissen in Gold

Die FDJ und ihre Gebietsleitungen verliehen zahlreiche Ehrenzeichen. Auszeichnungen der FDJ waren zum Beispiel das „Abzeichen für gutes Wissen“, das im Rahmen des (schulbegleitenden) FDJ-Studienjahres nach einer Prüfung zum marxistisch-leninistischen Wissen in den Stufen Gold, Silber und Bronze vergeben wurde sowie als höchste Auszeichnung die Artur-Becker-Medaille (ebenfalls in drei Stufen). Der Kunstpreis der FDJ hieß Erich-Weinert-Medaille.
Weitere Auszeichnungen finden sich in der Liste der staatlichen und nichtstaatlichen Auszeichnungen der DDR.

### Sonstige Aktivitäten im politischen und wirtschaftlichen Leben der DDR

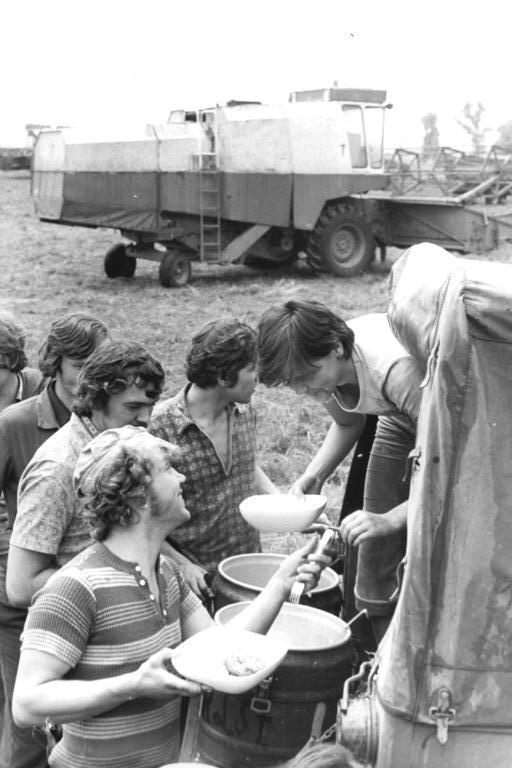
FDJ-Studenten als Erntehelfer im Bezirk Leipzig im August 1978

Zur Unterstützung der sozialistischen Umgestaltung der Landwirtschaft in der DDR initiierte die FDJ verschiedene Jugendinitiativen, wie „Dorf der Jugend“, jährlich wiederkehrende Einsätze zur „Erntehilfe“ oder längerfristige Jugendprojekte in der „Neulandbewegung“ zur Landgewinnung. Andere Initiativen waren auf sogenannte „Jugendobjekte“ in volkswirtschaftlichen Schwerpunkten ausgerichtet, wie für den Bau der Trasse der Freundschaft.

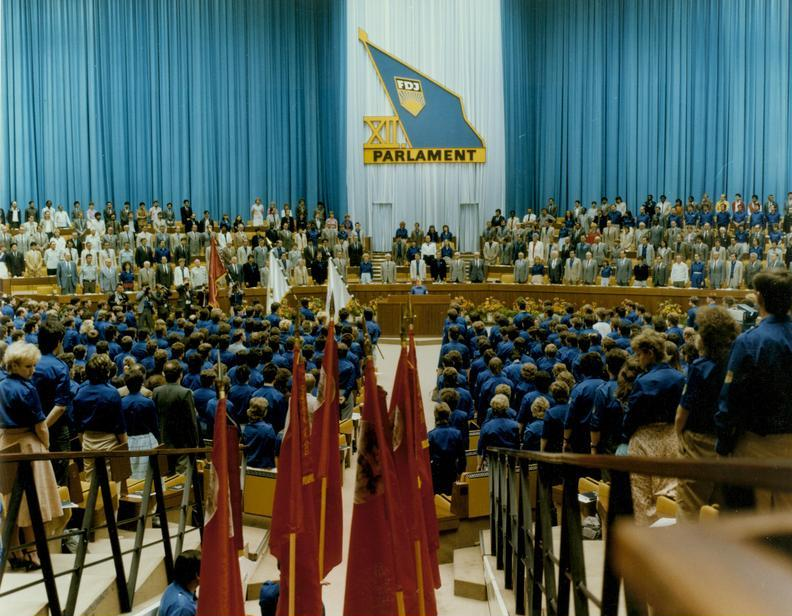
XII. Parlament der FDJ im Palast der Republik 1985

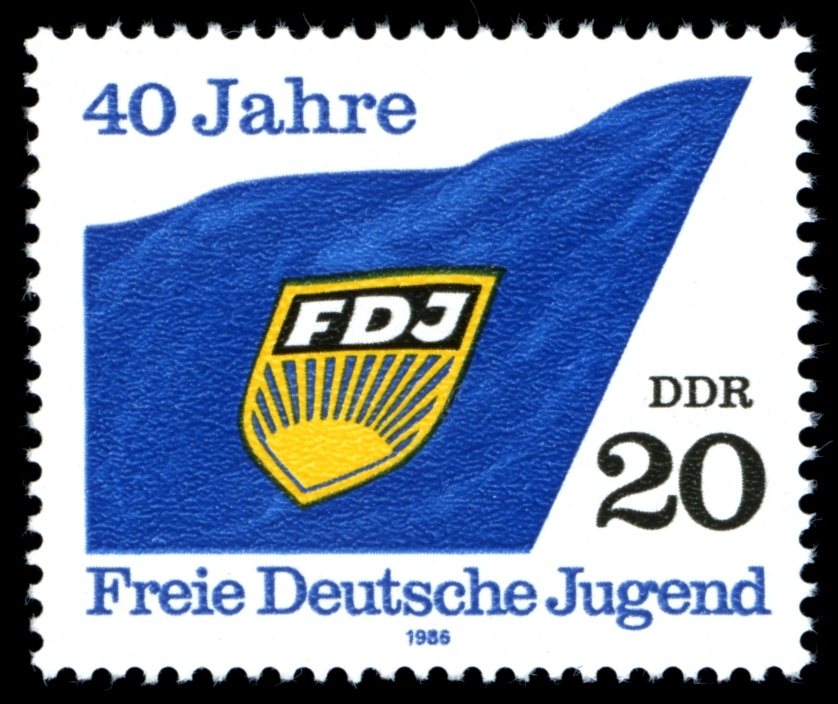
DDR-Briefmarke 1986

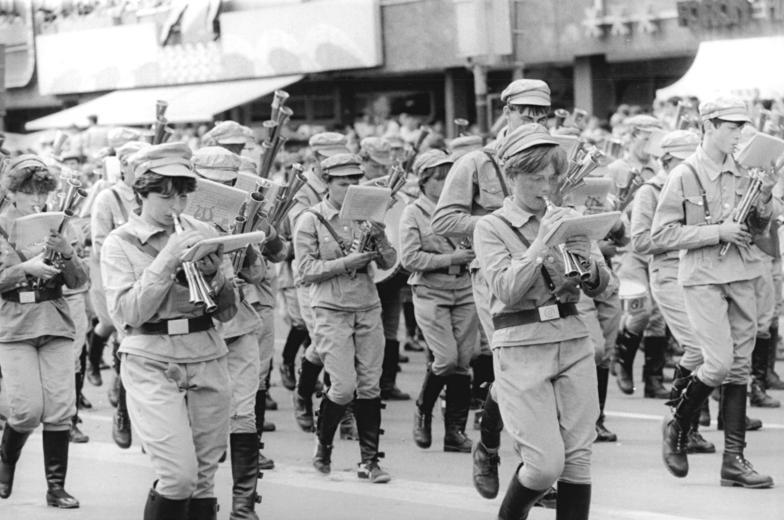
Schalmeienorchester der FDJ im Stil der 1920er Jahre, 1987

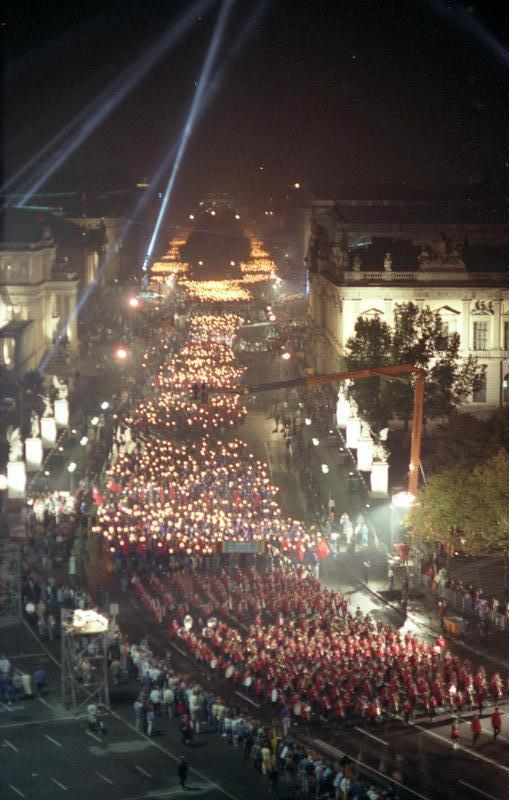
Fackelzug der FDJ zwischen Brandenburger Tor und Marx-Engels-Platz zum 40. Jahrestag der Deutschen Demokratischen Republik

Die Ordnungsgruppen der FDJ wurden 1961 gegründet und dienten, mit roten Armbinden kenntlich gemacht, unter anderem bei Jugendveranstaltungen als Ordnerdienst und Hilfspolizei. Gegenüber „Rowdys, Störern und feindlichen Elementen“ gerade der Jugendkultur sollten sie einschüchternd und erziehend wirken. Ende der 1980er Jahre gab es 40.000 Ordnungsgruppen-Mitglieder in der DDR.
In den 1970er Jahren gab es die Poetenbewegung mit den Poetenseminaren im Schweriner Schloss. Daneben existierte die Singebewegung mit Singegruppen in vielen Schulen und Betrieben; der Oktoberklub war darunter die bekannteste Gruppe. Sie trafen sich beim jährlichen Festival des politischen Liedes. Deren tatsächliche Popularität unter den Jugendlichen der DDR war jedoch eher gering.
Die FDJ war auch Träger der Messe der Meister von Morgen, in der junge Bastler und Erfinder ihre Exponate vorstellen konnten. Im Oktober 1958 fand erstmals die Zentrale Messe der Meister von Morgen in Leipzig statt.
Aktion Blitz: von der FDJ von Zeit zu Zeit durchgeführter, zeitlich begrenzter Masseneinsatz zur Erreichung bestimmter politisch und ökonomisch wichtiger Ziele, z. B. Vermeidung unnötigen Stromverbrauchs, Gewinnung wertvoller Materialreserven.
Einzelaufstellung
- Festival des politischen Liedes
- Oktoberklub
- Rock für den Frieden (später: „Jugend im Palast“)
- Künstler für den Frieden
- FDJ-Studienjahr
- Sozialistischer Berufswettbewerb (BWB) an den Betriebsberufsschulen
- Messe der Meister von Morgen (MMM)
- Weltfestspiele 1951 und 1973 in Berlin
- Deutschlandtreffen der Jugend
- Pfingsttreffen der FDJ
- Jugendklub der FDJ
- Poetenseminare
- Ernteeinsatz
- FDJ-Aufgebot (z. B. „DDR 40“ zum 40. Jahrestag der DDR)
- FDJ-Initiativen/Zentrales Jugendobjekt, so der Städteexpress
  - „Dorf der Jugend“ in Adelsdorf bei Großenhain (1945–1950)
  - „Dorf der Jugend“ in Schlieben, Ortsteil Berga (1948)
  - „Talsperre Sosa“ (1949–1952)
  - „Überseehafen Rostock“ (1957–1960)
  - „Friedländer Große Wiese“ (1958–1962)
  - „Dächer dicht“
  - „Max braucht Wasser“ 1948/49 (Bau einer Wasserleitung für die Wasserversorgung der Hochöfen der Maxhütte zur Roheisenproduktionen), „Max braucht Schrott“
  - „Touristenexpress“ (Tourex) 1963
  - Kernkraftwerk Nord (Greifswald-Lubmin) 1967–1975
  - Industriemäßige Fleischverarbeitung Eberswalde 1975–1979
  - Drushba-Trasse („Trasse“) (1975–1979) – Teilnahme am Bau der Erdgasleitung von Orenburg zur westlichen Grenze der UdSSR „Erdgastrasse“ (1982–1985)
  - Havelobst ab 1982
  - „Industrieroboter“ 1981 als Investitionsjugendobjekt aus dem Staatsplan
  - „Streckenelektrifizierung“ 1980 (Oberleitungsbau für die Deutsche Reichsbahn)
  - „Berlin“, „Aufbau der sozialistischen Hauptstadt“ (z. B. für den Bau des Berliner Stadtteils Marzahn) im Rahmen des Wohnungsbauprogramms ab 1978
  - Flughafen Berlin-Schönefeld – Bau der 3,6 km langen und 60 m breiten Landepiste
- Jugendbrigaden
- FDJ-Studentensommer
- Arbeiter-Jugendkongress, z. B. Erfurt (1969)
- Treffen Junger Sozialisten, z. B. Berlin (1969)
- Signal DDR 20, gemeinsame wehrpolitische und wehrsportliche Massenaktion der FDJ und GST (1969), Abschlussveranstaltung am 26. Mai 1969 in Bad Saarow
- Signal DDR 25, gemeinsame wehrpolitische und wehrsportliche Massenaktion der FDJ und GST (1974), abschließender Höhepunkt am 3. Juni 1974 in Neubrandenburg
- I. Deutsch-Sowjetisches-Jugendfestival, z. B. Dresden (1970)
- Verleihung des Ehrentitels „Schiff der Jugend“ für Schiffe der DSR mit jüngerer Besatzung und FDJ-Organisation an Bord, z. B. MS „Falke“ (1970), die insbesondere hervorragende Ergebnisse im sozialistischen Wettbewerb erzielten. Auch das DDR-Segelschulschiff Wilhelm Pieck der GST, trug diesen Ehrentitel, als die FDJ dessen Reeder war (1951–1952).

### Statistische Daten
Quelle: Statistisches Jahrbuch der DDR 1989, Altersgruppe 14–25
- Altersstruktur
  - 13–17-Jährige: 40 %
  - 18–21-Jährige: 32 %
  - 22–25-Jährige: 21 %
  - 26 und älter:   7 %
- Mitgliederzahlen in Prozent der Jugendbevölkerung (gerundet)
  - 1947: 16 % (400.000 Mitglieder)
  - 1949: 33 % (1 Million Mitglieder)
  - 1951: 44 %
  - 1961: 49 %
  - 1971: 58 %
  - 1981: 69 %
  - 1986: 74 %
  - 1987: 70 %
  - 1988: 85 %
  - 1989: 88 % (2,3 Millionen Mitglieder)

Als Massenorganisation in der Nationalen Front entsandte die FDJ 37 Abgeordnete in die Volkskammer der DDR, unter ihnen mehrere bekannte Leistungssportler.

## „FDJ in Westdeutschland“, Verbot als verfassungsfeindliche Vereinigung
Uschi und Max Rubinstein initiierten am 9. Dezember 1945 in Düsseldorf einen der ersten Verbände der FDJ in Deutschland – drei Monate vor ihrer Gründung in der damaligen sowjetischen Besatzungszone.
Ein Jahr später war die FDJ auch in den anderen Westzonen etabliert. Das Zentralbüro leiteten in den ersten Jahren der Hamburger Kommunist und Widerstandskämpfer Helmut Heins, später Kurt Julius Goldstein und Josef Angenfort. Die hauptamtlichen Funktionäre gehörten durchweg der KPD an, die Mitglieder etwa zur Hälfte. Ihre wichtigsten Ziele beschrieb die FDJ in Ost und West so: Ein neues demokratisches Deutschland aufbauen, ohne Faschismus, ohne Militarismus und ohne Monopole, mit garantierten sozialen Rechten für Kinder und Jugendliche.
Die FDJ hatte 1950 in der Bundesrepublik Deutschland ca. 30.000 Mitglieder, vor allem in der Gewerkschaftsjugend.
Auf dem Gebiet der Bundesrepublik Deutschland bekämpfte die FDJ die Wiederbewaffnung unter Adenauer. Am 19. September 1950 kam die erste staatliche Reaktion: Die Bundesregierung verfügte für FDJ-, KPD- und VVN-Mitglieder ein Beschäftigungsverbot im öffentlichen Dienst.
Die FDJ bereitete eine Volksbefragung gegen die Wiederbewaffnung vor. Für eine solche Initiative erhoffte sie sich große Zustimmung aufgrund des weit verbreiteten Antimilitarismus in der westdeutschen Jugend in den ersten Nachkriegsjahren.
Am 24. April 1951 verbot die Bundesregierung durch Beschluss die Volksbefragung als verfassungswidrig:

„1. Die von der SED, dem Gewalthaber der Sowjetzone, betriebene Volksbefragung ‚gegen Remilitarisierung und für Friedensschluß im Jahre 1951‘ ist dazu bestimmt, unter Verschleierung der verfassungsfeindlichen Ziele die freiheitliche demokratische Grundordnung der Bundesrepublik zu untergraben. Die Durchführung der Aktion stellt einen Angriff auf die verfassungsmäßige Ordnung des Bundes dar.

2. Die Vereinigungen, die diese Aktion durchführen, insbesondere die dazu errichteten Ausschüsse sowie die Vereinigung der Verfolgten des Naziregimes (VVN), die Freie Deutsche Jugend (FDJ), der Gesamtdeutsche Arbeitskreis für Land- und Forstwirtschaft und das Deutsche Arbeiterkomitee richten sich gegen die verfassungsmäßige Ordnung und sind daher durch Art. 9 Abs. 2 GG kraft Gesetzes verboten.

3. Die Landesregierungen werden gemäß § 5 des Gesetzes über die Zusammenarbeit des Bundes und der Länder in Angelegenheiten des Verfassungsschutzes vom 27. September 1950 (BGBl., S. 682) ersucht, jede Betätigung solcher Vereinigungen für die Volksbefragung zu unterbinden.“

Dem Verbot der Volksbefragung folgte am gleichen Tag das Verbot der FDJ in Nordrhein-Westfalen. Am 26. Juni 1951 wurde dann durch Beschluss der Bundesregierung die FDJ in Westdeutschland in der gesamten Bundesrepublik gemäß Art. 9 Abs. 2 GG verboten.
1952 wurde das FDJ-Mitglied Philipp Müller bei der gewaltsamen Auflösung – der Polizeipräsident hatte Schießbefehl erteilt – einer verbotenen Demonstration in Essen gegen die Remilitarisierung Westdeutschlands von einem Polizeibeamten erschossen; der Beamte wurde im späteren Strafverfahren freigesprochen. Der Vorsitzende der (zu diesem Zeitpunkt noch nicht rechtskräftig) verbotenen FDJ in Westdeutschland Josef Angenfort (KPD) wurde 1953 wegen Hochverrats angeklagt und zu einer fünfjährigen Zuchthausstrafe verurteilt.
Mit Urteil vom 16. Juli 1954 stellte das Bundesverwaltungsgericht unanfechtbar fest, dass die FDJ in Westdeutschland verboten ist. Damit wurde das wegen der Verfassungswidrigkeit der Zielsetzung der FDJ in Westdeutschland gemäß Artikel 9 Abs. 2 des Grundgesetzes in Verbindung mit § 129a StGB ausgesprochene Verbot rechtskräftig. So fällt seither die öffentliche Verwendung von Abzeichen der FDJ in Westdeutschland als das Verwenden von Kennzeichen verfassungswidriger Organisationen unter das Verbot des § 86a Abs. 1 Nr. 1 i. V. m. § 86 Abs. 1 Nr. 2 StGB und kann mit Freiheitsstrafe oder Geldstrafe bestraft werden.
Das Verbot besteht auch nach der Deutschen Einheit weiter, bezieht sich aber nach Auffassung des Innenministeriums ausschließlich auf die eigenständige Organisation FDJ in Westdeutschland. Die Abzeichen der FDJ in Westdeutschland und der FDJ sehen jedoch „gleich“ aus, ein Unterschied besteht nicht. Die öffentliche Verwendung des FDJ-Emblems ist deshalb geeignet, um den Anfangsverdacht einer Straftat und damit die Verfolgungsberechtigung und die Verfolgungspflicht der Strafverfolgungsbehörden zu begründen. Ob die Verwendung der Abzeichen unabhängig von der Reichweite des Verbotes im Einzelnen nach § 86a Abs. 2 Satz 2 StGB unter Strafe steht, wird unter Juristen unterschiedlich bewertet. „Jedoch ist im Fall satirischer oder verfremdender Verwendung (‚Ostalgiepartys‘) eine weite Auslegung von [§ 86a] Abs. 3 i.V.m. § 86 Abs. 3 angezeigt; überdies liegt die Annahme eines vorsatzausschließenden Tatbestandsirrtums nahe.“
In West-Berlin hieß bis 1980 die Jugendorganisation der SEW Freie Deutsche Jugend Westberlins (FDJW).

## Entwicklung ab 1989/90

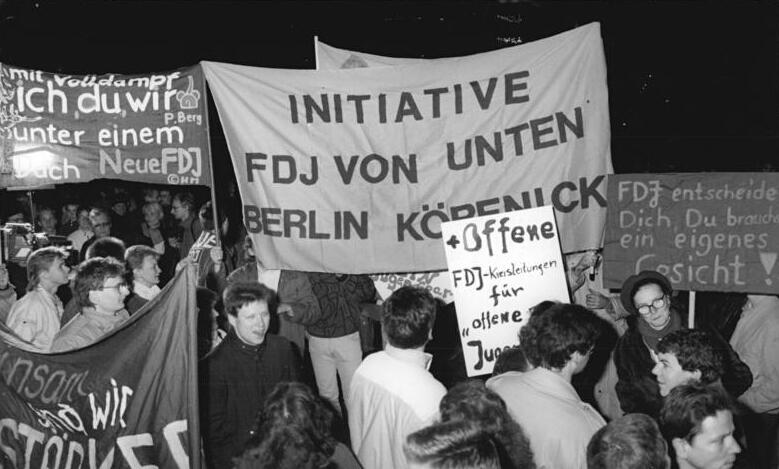
Demonstration für die Erneuerung der FDJ mit der Losung „Gemeinsam sind wir stärker“ im Berliner Lustgarten am 16. November 1989

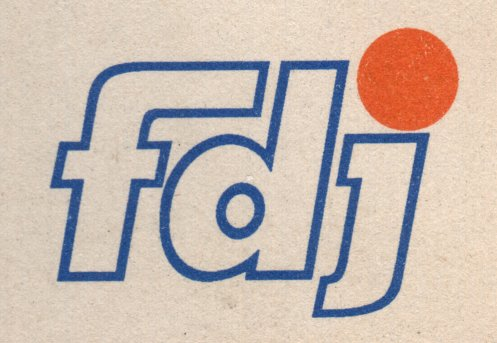
FDJ-Logo um 1990

Ende November 1989 wurde auf der 13. Tagung des Zentralrats der FDJ die bisherige, von Eberhard Aurich geleitete FDJ-Führung abgesetzt. Auf dem Ende Januar 1990 in der Stahlhalle in Brandenburg an der Havel abgehaltenen Kongress („XIII. Parlament“), der von Kundgebungen der Jugendgruppe des Neuen Forums begleitet wurde, gab sich die FDJ eine neue Satzung, in der sie sich als „linker Verband“ definierte, der für eine eigenständige DDR als „sozialistische Alternative auf deutschem Boden“ eintrete und nicht länger „Helfer und Kampfreserve der Partei“ sei. Als Nachfolgerin von Frank Türkowsky wurde Birgit Schröder zur Vorsitzenden gewählt. Die Junge Welt sprach danach von einem „Scheitern der Veranstaltung“, da „die geballte Anwesenheit ehemaliger hauptamtlicher Funktionäre“ einen „radikalen Bruch mit der alten FDJ“ verhindert habe. Bei den Volkskammerwahlen am 18. März 1990 trat die FDJ erfolglos in Form einer Listenvereinigung mit anderen Jugendverbänden als Alternative Jugendliste an.
Nach der Wende und friedlichen Revolution in der DDR sank von November 1989 bis November 1990 die Mitgliederzahl von 2,3 Millionen auf 22.000, Mitte 1991 auf 7000 und 1994 auf maximal 300, 2003 auf ca. 150. Die etwa 7500 hauptamtlichen Mitarbeiter (1989) wurden bis Ende 1991 abgebaut und ihre Einrichtungen und Gliederungen abgewickelt. Die noch existierende FDJ wurde politisch bedeutungslos.
Nach der Wiedervereinigung wurde das Vermögen der FDJ unter die Verwaltung der Treuhandanstalt gestellt. Jugendclubs und Ferienanlagen wurden an andere Träger übergeben, geschlossen oder verkauft. Zusätzlich sollte die FDJ nach den gesetzlichen Vorgaben Steuern auf die Zinserträge des durch die Treuhand verwalteten Vermögens (ca. 300.000 DM) zahlen. Schließlich wurde ein Vergleich geschlossen.
Versuche, in einer frühen Phase der Entwicklung die FDJ neu zu gründen, scheiterten aufgrund mangelnder Geschlossenheit der Verantwortlichen. Ein neues Logo mit FDJ in Kleinbuchstaben wurde zugunsten des ursprünglichen Logos wieder aufgegeben.
Seit 1990 erkennen die PDS und ihre Nachfolger (Die Linkspartei.PDS, Die Linke) die FDJ nicht mehr als ihren Jugendverband an.
1994 traten die „Initiativen zur Vereinigung der revolutionären Jugend“ aus den alten Bundesländern der FDJ bei. Seitdem existieren wieder FDJ-Gruppen in Westdeutschland.
2021 verabschiedete das Parlament der FDJ eine neue Programmatische Erklärung mit dem Titel „Für die Vereinigung der revolutionären Jugend“. 2023 beschloss das XIX. Parlament ein neues Statut.
2023 veranstaltete die FDJ Aktionstage gemeinsam mit dem Arbeiterbund für den Wiederaufbau der KPD.

## Vorsitzende
SBZ/DDR
- Erich Honecker (7. März 1946–27. Mai 1955)
- Karl Namokel (1955–1959)
- Horst Schumann (1959–1967)
- Günther Jahn (1967–1974)
- Egon Krenz (1974–1983)
- Eberhard Aurich (1983–1989)
- Frank Türkowsky (November 1989-Januar 1990)
- Birgit Schröder (Januar 1990–März 1991)

Bundesrepublik Deutschland nach der Wiedervereinigung
- Jens Rücker (1991–1995)[35]
- Andrea Grimm (1995–2002)[36]
- Ringo Ehlert (2002–?)[37]
- Kattrin Kammrad (2018–2021)[38]

## Vorsitzende/Erste Sekretäre der FDJ-Bezirksleitungen
| Berlin Heinz Keßler (1947–1948) Peter Frey (1948–1949) Jochen Weigert (1949–1950) Robert Menzel (1950–1951) Heinz Kimmel (1951–1953) Hans Modrow (1953–1961) Siegfried Lorenz (1961–1965) Lothar Witt (1965–1971) Uwe Tomczak (1971–1972) Harry Smettan (1972–1975) Ellen Brombacher (1975–1984) Helmut Meier (1985–1989) | Cottbus Werner Wendisch Albrecht Schauerhammer (1974–1980) Volker Voigt (1980–1982) | Dresden Werner Moke Klaus Beuhne Hans-Joachim Krusch (1978–1984) |
| Erfurt Werner Menger | Frankfurt (Oder) Konrad Naumann (1953–1957) Klaus Eichler (1965–1974) Bernd Meier (1979–1985) Axel Henschke (1985–1990)                                                                         | Gera Helmut Müller (1952–1955) Horst Machts (1959) Kurt Zahn (1969–1974) Peter Michel (1974–?) |
| Halle Dieter Itzerott (1959–1965) Lothar Hilbert Lothar Buttier Horst Dübner (ca. 1974) Roland Claus (1983–1987) | Karl-Marx-Stadt Werner Jentsch (1962–1966) Dieter Müller (1966–1969) Helga Labs (1969–1973) Uwe Tobies (1974–1977) Eberhard Aurich (1977–1980) Brunhilde Bonitz (1981) Ralph Wolter (1987–1989) | Leipzig Horst Schumann (1952–1953) Peter Franke (1953) Günther Münch (1953–1954) Kurt Knobloch (1954–1962) Klaus Höpcke (1962–1964) Harry Mahn (1964–1966) Friedbert Barthel (1966–1971) Joachim Prag (1971–1976) Rainer Huhle (1976–1978) Matthias Dietrich (1978–1983) Annemarie Pester (1983–1989) |
| Magdeburg Heinz Ziegner (1954–1960) Hans Hochmuth Wolfgang Bonath (1971–1978) Norbert Kulik (1989) | Neubrandenburg Werner Breitsprecher (1961–1965) Horst Rusch (1965–1974) Gert Rademacher (1974–1978) Helmut Timm (1978–1984) Jürgen Zelm (1984–1989)                                             | Potsdam Ulrich Schlaak (1961–1965) Manfred Presch (1965–1969) Günter Böhme (1969–1973) Heinz Vietze (1973–1983) |
| Rostock Gerhard Mendl (–1960) Egon Krenz (1960–1961) Hans-Joachim Lüdeke (1963–1965) Horst Niedorff Karl-Heinz Näcke (ca. 1974) Ulrich Peck (1982–1984) | Schwerin Franz Schepanski (–1965) Erich Postler (1965–1969) Heide Hinz | Suhl Karl Vogel (1952–1958) Helmut Weisleder (–1973) Hans-Dieter Fritschler (1973–1978) Rosita Kleinpeter (1978–1980) Jürgen Heinrich (1980–1983) |

## Orden
Die FDJ war Träger folgender Orden und Ehrenzeichen der DDR:
- Vaterländischer Verdienstorden in Gold am 15. Mai 1959
- Kampforden „Für Verdienste um Volk und Vaterland“ in Gold zum 25. Jahrestag ihrer Gründung
- Banner der Arbeit I. Stufe am 5. Mai 1972
- Karl-Marx-Orden am 5. November 1973

## Filme
- Unser Zeichen ist die Sonne. Siebenteilige Dokumentation von Rolf Schnabel, DDR 1984.[39]
- Freundschaft! Die Freie Deutsche Jugend. Zweiteilige Dokumentation im Auftrag des NDR, 2008.